# 哈尔登
哈尔登（挪威語：Halden，聆听ⓘ，旧称  或 ）是挪威东福尔郡的市镇，行政中心为哈尔登镇。市镇面积为642平方公里，人口数量为31,175人（2019年），人口密度为每平方公里46人。